# 昌記食品
昌記食品是香港一間大型肉丸生產供應商，於1980年代創辦，並於2008年8月結業。其產品以魚蛋最為著名，曾聲稱其市場佔有率達42%。除了香港之外，其業務也拓展至加拿大、美國、馬來西亞及澳洲等地。
昌記食品的創辦人兼公司董事蘇金泰，本來是運送魚蛋的貨車司機。後來他研發出彈牙魚蛋秘方，所以自設公司大量生產。其產品包括魚蛋、墨魚丸、香菇貢丸、牛丸、點心、湯羹及碗麵，於香港的超級市場、便利店及街市發售。而蘇金泰的女兒亦成為香港富商邱德根的媳婦。
2008年8月，昌記食品疑因食品原材料價格飆升，導致生意虧蝕，因而宣告結業。除了其員工遭欠薪外，富邦銀行亦被拖欠貸款，日前已入稟香港高等法院追討連本帶利約157萬港元。